# Joy (groupe musical)
Pour les articles homonymes, voir Joy.

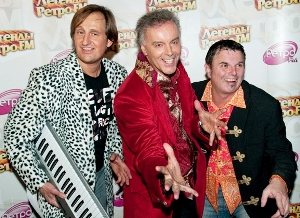
Joy en 2010.

Le groupe Joy a été créé à Bad Aussee, un village autrichien de 5 000 habitants. 

## Historique
Andy Schweitzer (né le 29 février 1960), Freddy Jaklitsch (né le 22 janvier 1960) et Manfred Temmel (né le 25 février 1959) étaient des copains d’école et jouaient déjà ensemble, dès l’adolescence, dans différents groupes amateurs; mais après le bac, ils choisirent des voies différentes. Andy devint policier, Freddy se mit à enseigner l’Allemand et l’Histoire à l’école, et Manfred devint un DJ populaire dans le club disco Orion de Traunreut en Allemagne.
Les trois amis se rencontrent à nouveau en 1984 et décident de se concentrer sur une carrière musicale. Rapidement, ils décrochent un contrat avec le label Autrichien OK-Musica. Les propriétaires de la maison de disques nomment Michael Scheikl (né le 27 mars 1957), ancien représentant de l’Autriche à l’Eurovision en 1982, comme chanteur principal) afin qu’il guide les jeunes talents à travers les méandres du show-biz.
Le premier single de Joy Lost in Hong Kong (composé par Michael Scheickl sous le pseudonyme M. Mell) sort en février 1985. Ce n'est pas un grand succès mais le groupe est mentionné dans la presse.
Le single suivant Touch by Touch, sort en septembre 1985 et est composé par Schweitzer et Jaklitsch. Il fait rapidement son entrée dans le Top 20 Dance Charts Européen[réf. nécessaire]. En Autriche, Touch by Touch est numéro 1 durant cinq semaines et - tout comme au Portugal et en Espagne - le single devient Disque d’Or avec plus de 50 000 copies vendues dans ces pays[réf. nécessaire].
Le 3e single Hello, composé aussi par Michael Scheickl, fait à son tour un tabac. Le premier album éponyme Hello, occupe durant cinq semaines la première place dans plusieurs hits-parades[réf. nécessaire]. Cela apporte à Joy une popularité internationale avec des albums vendus dans plus de 30 pays[réf. nécessaire].
Même une chanson qui n’avait pas été sortie en single, Valerie, devient un tube en Europe de l’Est : en Union Soviétique, grâce à un Flex-Single, sorti par le magazine Krugozor, et en Hongrie, grâce à une reprise par le groupe local Inflagranty[réf. nécessaire].
Grâce à leurs mélodies positives et leurs paroles non-engagées[non neutre], Joy devient un des premiers groupes à jouer derrière le Rideau de fer. En 1986 et 1987, ils se produisent en Allemagne de l’Est durant le show télévisé Ein Kessel Buntes.
En été 1986, ils retournent en studio pour enregistrer un nouvel album intitulé Joy and Tears. La sortie de l’album est précédé par la sortie du single Japanese Girls. Cette chanson rend Joy extrêmement populaire en Asie[réf. nécessaire]. La tournée Asiatique, qui emmène Joy durant janvier-février 1987 à Bangkok, Hong Kong, Singapour, Taïwan et Séoul est suivie par plus de 60 000 spectateurs[réf. nécessaire].
À Séoul, en Corée du Sud, Joy jouent devant 20 000 personnes au stade olympique Jamsil et interprète une version sur mesure de leur tube Japanese Girls, baptisée pour la circonstance Korean Girls. En 1986, les membres de Joy sont élus interprètes internationaux les plus populaires devant Madonna et Michael Jackson, en Corée du Sud[réf. nécessaire].
Immédiatement après leur retour d’Asie, Joy donnent quelques concerts aux États-Unis et rencontrent durant leur tournée en Californie Arnold Schwarzenegger[réf. nécessaire].
En 1987, Joy donnent plusieurs concerts dans différents pays Européens dont le Portugal, l’Espagne et l’Italie. Durant l’année 1987, OK-Musica sort une compilation Best of Joy. Pour marquer l’arrivée de l’ère digitale, la compilation est sortie sur un nouveau support, le disque compact.
En 1989, le keyboardiste et coauteur, Andy Schweitzer se sépare de Freddy Jaklitsch et Manfred Temmel. Après avoir obtenu la permission d’utiliser le nom d’origine du groupe, il s’associe à un vocaliste Anzo (Hans Morawitz) et enregistre un album intitulé Joy sous le label Polydor . Ni l’album ni les singles (Kissin’ like friends, She’s dancing alone, Born to sing a love song) ne font leur entrée dans les hits-parades.
En 1994, deux membres du groupe initial, Freddy Jaklitsch et Manfred Temmel, signent un contrat avec la maison de disques BMG et sortent un nouveau Single Hello, Mrs. Johnson. Juste après, ils engagent un nouveau keyboardiste, Johannes Groebl (né le 30 janvier 1960) et sortent en 1995 un autre single Felicidad .
L’album Full of Joy est enregistré en 1996, prêt à être mis sur le marché par BMG. L’album comprend douze chansons et les articles promotionnels ont été imprimés. Cependant BMG prend la décision de ne pas le sortir[pourquoi ?].
En 1997, Freddy Jaklitsch et Manfred Temmel créent le groupe Seer, qui devient plus tard l’un des principaux protagonistes sur la scène musicale Autrichienne. Cependant, en 2008, Manfred Temmel quitte Seer.
En juin 1997 Joy se produit au Parc Gorki de Moscou (Russie) au Festival Dancing City et, en 2002, prend part au Festival Disco 80, organisé par une des stations radio les plus populaires de Russie, Autoradio.
En 2010, les trois membres du groupe initial décident de se retrouver pour célébrer le 25e anniversaire de leur 1er succès. En octobre 2010, ils se produisent au Festival Legends of Retro FM à Moscou. En novembre 2010, un maxi-CD avec quatre nouvelles versions du principal tube de Joy, Touch by Touch voit le jour.
Le 1er juillet 2011, Joy sort un album intitulé Enjoy. Il contient dix nouveaux titres, ainsi que les nouvelles versions de tubes comme Touch by touch et Valerie. Tous les chœurs ont été interprétés à nouveau par Michael Scheickl. L’album a été mis sur le marché Autrichien par le label Major Babies et a atteint la 21e position du hit-parade Autrichien. En septembre 2011, l’album sort en Russie sous le label CD-Land  et en Hongrie sous Hargent Media .
Le 15 juillet 2011, le groupe se produit en Estonie au Viljandi Retro Fest, un évènement suivi par plus de 7 000 spectateurs d’Estonie et de Lettonie et, en novembre 2011, à nouveau à Moscou au Festival Disco 80.